# MKNK2
MKNK2 (англ. MAP kinase interacting serine/threonine kinase 2) – білок, який кодується однойменним геном, розташованим у людей на короткому плечі 19-ї хромосоми. Довжина поліпептидного ланцюга білка становить 465 амінокислот, а молекулярна маса — 51 875.
| 10         |  | 20         |  | 30         |  | 40         |  | 50         |
| ---------- |  | ---------- |  | ---------- |  | ---------- |  | ---------- |
| MVQKKPAELQ |  | GFHRSFKGQN |  | PFELAFSLDQ |  | PDHGDSDFGL |  | QCSARPDMPA |
| SQPIDIPDAK |  | KRGKKKKRGR |  | ATDSFSGRFE |  | DVYQLQEDVL |  | GEGAHARVQT |
| CINLITSQEY |  | AVKIIEKQPG |  | HIRSRVFREV |  | EMLYQCQGHR |  | NVLELIEFFE |
| EEDRFYLVFE |  | KMRGGSILSH |  | IHKRRHFNEL |  | EASVVVQDVA |  | SALDFLHNKG |
| IAHRDLKPEN |  | ILCEHPNQVS |  | PVKICDFDLG |  | SGIKLNGDCS |  | PISTPELLTP |
| CGSAEYMAPE |  | VVEAFSEEAS |  | IYDKRCDLWS |  | LGVILYILLS |  | GYPPFVGRCG |
| SDCGWDRGEA |  | CPACQNMLFE |  | SIQEGKYEFP |  | DKDWAHISCA |  | AKDLISKLLV |
| RDAKQRLSAA |  | QVLQHPWVQG |  | CAPENTLPTP |  | MVLQRNSCAK |  | DLTSFAAEAI |
| AMNRQLAQHD |  | EDLAEEEAAG |  | QGQPVLVRAT |  | SRCLQLSPPS |  | QSKLAQRRQR |
| ASLSSAPVVL |  | VGDHA      |  |            |  |            |  |            |

A: Аланін

C: Цистеїн

D: Аспарагінова кислота

E: Глутамінова кислота

F: Фенілаланін

G: Гліцин

H: Гістидин

I: Ізолейцин

K: Лізин

L: Лейцин

M: Метіонін

N: Аспарагін

P: Пролін

Q: Глутамін

R: Аргінін

S: Серин

T: Треонін

V: Валін

W: Триптофан

Кодований геном білок за функціями належить до трансфераз, кіназ, серин/треонінових протеїнкіназ, фосфопротеїнів. 
Задіяний у таких біологічних процесах, як апоптоз, регуляція трансляції, альтернативний сплайсинг. 
Білок має сайт для зв'язування з АТФ, нуклеотидами, іонами металів, іоном цинку, іоном магнію. 
Локалізований у цитоплазмі, ядрі.